# Sant Miquel de Montcortès
Sant Miquel de Montcortès fou una capella barroca del poble de Montcortès, de l'antic terme municipal de Montcortès de Pallars, i de l'actual de Baix Pallars, a la comarca del Pallars Sobirà.
Està situada a migdia del poble de Montcortès, a uns 800 metres de distància, en el Bosc de Sant Miquel.